# Carrick-on-Suir
Carrick-on-Suir is een plaats in het Ierse graafschap Tipperary. Het dorp heeft een station aan de spoorlijn Rosslare - Limerick.

## Geboren in Carrick-on-Suir
- John Forrest Kelly (1859), Amerikaans elektrotechnicus en uitvinder
- Liam Clancy (1935), zanger en gitarist
- Alan McCormack (1956), wielrenner
- Seán Kelly (1956), wielrenner